# Ashikaga Takauji

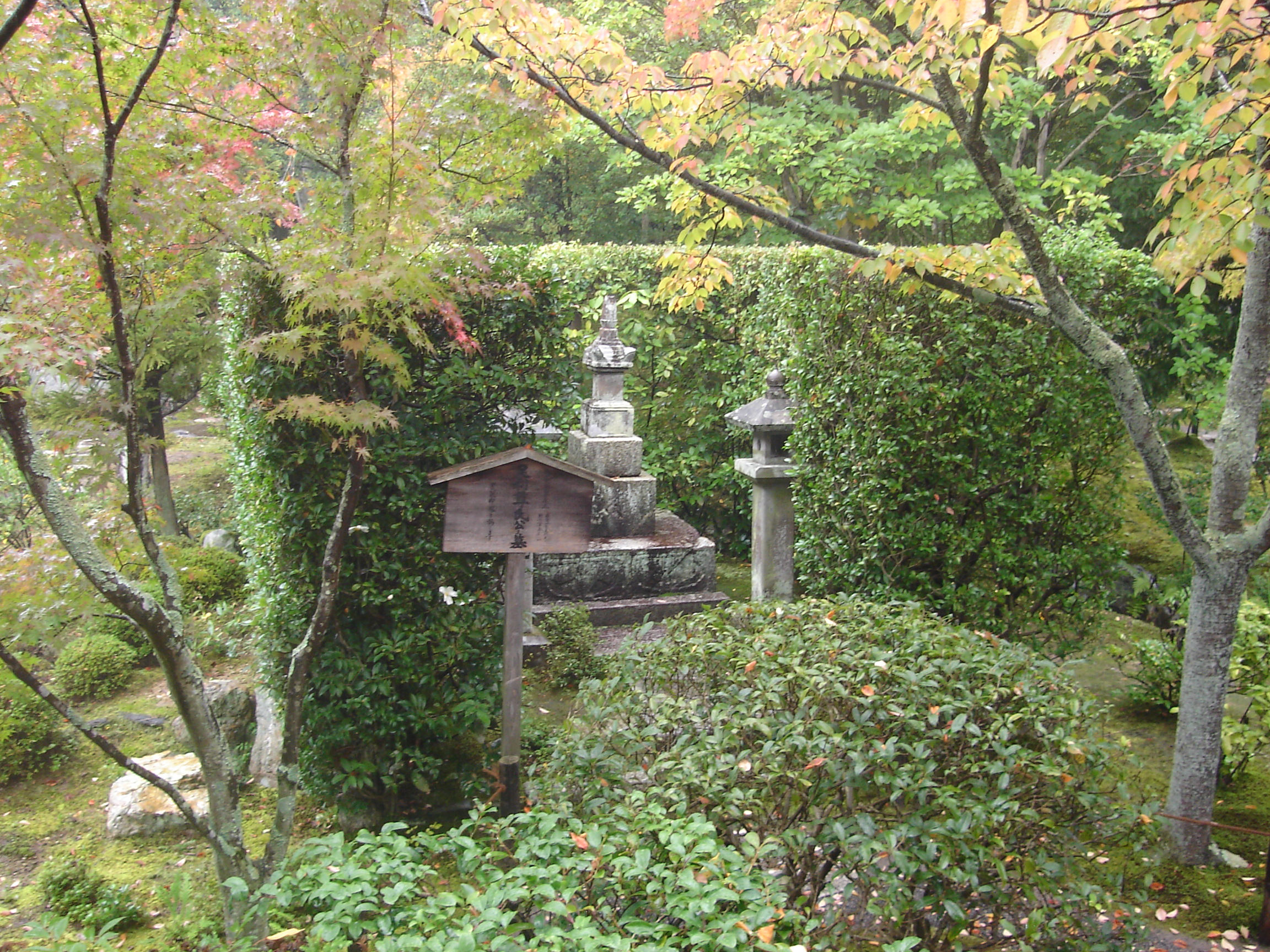
Grabmal von Ashikaga Takauji in Kyōto.

Ashikaga Takauji (jap. 足利 尊氏; * 1305 in Ashikaga; † 7. Juni 1358 in Kyōto) war der Gründer und erste Shōgun des Ashikaga-Shōgunats. Seine Herrschaft begann 1338 und markiert den Beginn der Muromachi-Zeit der Japanischen Geschichte und endete mit seinem Tod 1358. Er war ein Abkömmling der Samurai der Seiwa-Genji-Linie, die ihr Geschlecht auf Kaiser Seiwa zurückführen, der sich in dem Gebiet Ashikaga der Provinz Shimotsuke, der heutigen Präfektur Tochigi, ansiedelte. Sein Vater hieß Sadauchi, seine Mutter entstammte der Hōjō-Familie.
Takauji war ein General unter dem Kamakura-Shōgunat und 1333 nach Kyōto gesandt worden, um die seit 1331 währende Genkō-Rebellion niederzuschlagen. Nachdem er von der Shōgunatsherrschaft zunehmend desillusioniert worden war, schloss er sich dem verbannten Kaiser Go-Daigo und Kusunoki Masashige an und besetzte Kyōto. Bald darauf griff Nitta Yoshisada Kamakura an und zerstörte das Shōgunat. Kaiser Go-Daigo wurde de facto wieder Herrscher Japans, etablierte die Vorherrschaft des Kaiserlichen Hofes neu und begann die Kemmu-Restauration.
Bald schon wurden die Samurai-Klans zunehmend unzufrieden mit dem wiedereingesetzten Kaiserhof, der das soziale und politische System der Heian-Zeit wieder einzuführen suchte. Takauji fühlte diese Unzufriedenheit und bat den Kaiser, etwas zu tun, bevor eine Rebellion ausbrechen würde, seine Bitten wurden jedoch ignoriert.
Hōjō Tokiyuki, Sohn des 14. Hōjō-Regenten Hōjō Moritoki ergriff die Gelegenheit, um die Nakasendai-Rebellion zu starten. Er versuchte 1335, das Kamakura-Shōgunat wieder zu etablieren. Takauji schlug die Rebellion nieder und besetzte Kamakura selbst. Er machte sich die Sache seiner Mit-Samurai zu eigen und beanspruchte den Titel des Seii Taishōgun und begann als solcher, ohne Genehmigung des Kaiserhofes Ländereien an seine Gefolgsleute zu verteilen.
Takauji beteuerte zwar seine Treue zum Kaiserhof, dennoch wurde Nitta Yoshisada von Go-Daigo ausgeschickt, um Kamakura zurückzuerobern.
In der Schlacht von Hakone Take no Shita siegte Takauji und marschierte bis nach Kyōto. Er eroberte es zwar, wurde jedoch durch die neu gruppierten Kräfte von Yoshisada und  Kusunoki Masashige wieder aus der Stadt nach Kyushu vertrieben.
Takauji verbündete sich mit den in Kyushu ansässigen Clans und zog erneut gegen Kyōto. In der entscheidenden Schlacht am Minato-Fluss 1336, besiegte Takauji Yoshisada und tötete Masashige, danach konnte er Kyōto ohne Widerstand einnehmen. Kaiser Kōmyō wurde als Kaiser eingesetzt, womit der Beginn der turbulenten Zeit des Nord- und Südhofs (Namboku-chō) begann, die fast 60 Jahre dauerte.
Takaujis Sohn Ashikaga Yoshiakira folgte ihm als Shōgun. Sein Enkel Ashikaga Yoshimitsu vereinigte die beiden Kaiserhöfe 1392 wieder.
Die Geschichte von  Ashikaga Takauji, Kaiser Go-Daigo, Nitta Yoshisada und Kusunoki Masashige vom Genkō-Krieg bis zur Errichtung des nördlichen und südlichen Kaiserhofs sind detailliert in dem 40-bändigen Epos Taiheiki beschrieben.